# La justicia del emperador Otón III
La justicia del emperador Otón III es un díptico pintado sobre tabla obra de Dirk Bouts. Data del período h. 1473-1475 y se encuentran en los Museos Reales de Bellas Artes de Bruselas, en Bélgica. En cuanto a sus medidas, son las siguientes: 324,5 cm de alto por 182 cm de ancho el de la derecha, mientras que el izquierdo es un poco más pequeño, aunque es inapreciable: 323,5 cm de alto por 181,5 cm de ancho.
Fueron un encargo para la sala de justicia del Ayuntamiento de Lovaina, efectuado en 1468. De ahí el tema, relacionado con la administración de justicia: un episodio sacado de la Leyenda dorada de Santiago de la Vorágine. Bouts falleció antes de terminar el segundo, que se cree finalizado por Hugo van der Goes. El mismo tema ya había sido tratado por Roger van der Weyden en el año 1436.
Los dos paneles narran una historia clásica de raíces bíblicas del casto José y la mujer de Putifar. La emperatriz intenta seducir al conde fiel, y al verse rechazada lo acusa de adulterio y lo hace decapitar. Esta parte de la historia viene narrada en la tabla de la izquierda, en diversos episodios integrados en una sola escena, como era propio de la Edad Media. Atrás, a la derecha, se ve a la emperatriz hablando con el conde. Destaca la representación detallada del tocado de la emperatriz, con velo transparente, conforme es propio del estilo flamenco. A la izquierda, ya está el conde con las manos atadas y hablando con su mujer, pidiéndole que lo vengue. En el primer plano, después de ser ajusticiado, ella recoge su cabeza. 

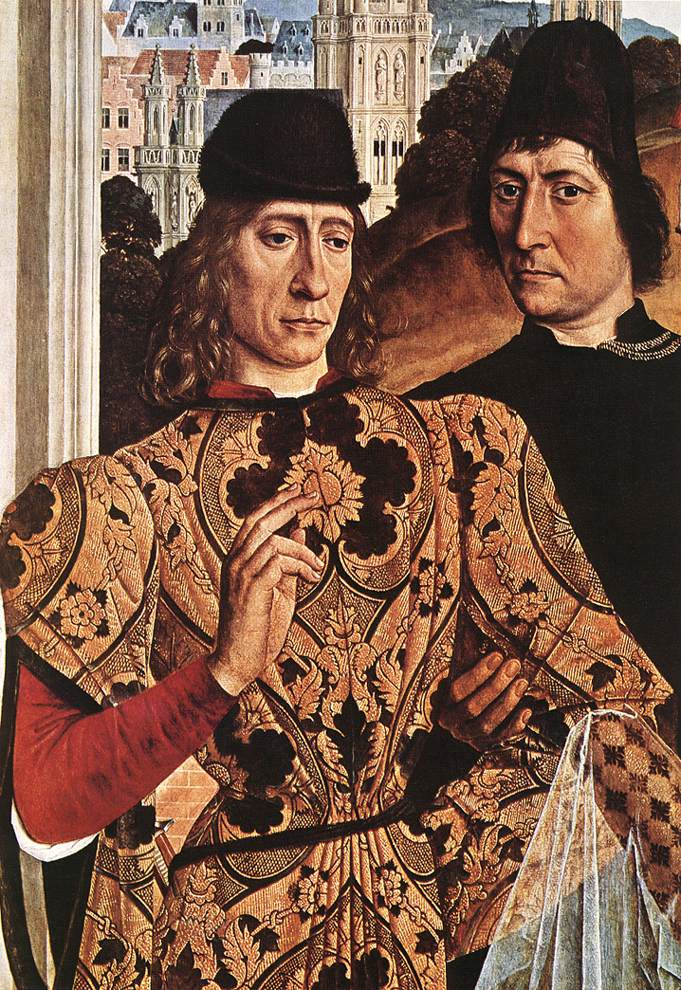
Detalle del panel de la derecha. Estos rostros tan individualizados hacen pensar en auténticos retratos de ciudadanos de Lovaina.

En la segunda tabla se narra el resto de la historia, también en episodios. La escena principal es la ordalía del fuego por la que pasa la condesa, una modalidad de juicio de Dios. Sujeta un tronco ardiente con una mano sin quemarse, mientras que bajo el otro brazo lleva la cabeza de su marido. De esta manera la mujer logra demostrar la inocencia de su difunto marido. Entonces el emperador Otón III castiga a su esposa. En la parte trasera de esta segunda tabla aparece la emperatriz quemada en la hoguera.
En ambas tablas destaca la representación individualizada de los rostros de los mandatarios y del pueblo, lo que hace pensar que Bouts retrató a sus contemporáneos en estas figuras secundarias.

## Enlaces
- Datos: Q9019364
- Multimedia: Justice panels / Q9019364